# Petaurus australis
El planeador de panza amarilla (Petaurus australis) es un marsupial nocturno de la familia de los petáuridos que vive en los bosques nativos de eucalipto en el este de Australia, en una gama de altitudes desde el nivel del mar hasta 1.400 metros, desde el norte de Queensland al sur de Victoria. Suele tener una espalda gris-marrón y un vientre blanco oscuro a naranja, con largas orejas puntiagudas y una larga cola.